# دافني أوكسنفورد
دافني مارغريت دو جريفيل أوكسنفورد (31 أكتوبر 1919 – 21 ديسمبر 2012) كانت ممثلة إنجليزية اشتهرت بأدوارها المبكرة وبعد ذلك عملها الإذاعي والتلفزيوني. اشتهرت بدورها كشخصية أصلية «أستير هايز» في شارع كورونيشن.

## سيرة شخصية
ولدت في بارنت هيرتفوردشاير، والدها المحاسب القانوني دودلي أوكسنفورد وزوجته ني دو جريفيل كاتبة روايات تاريخية. ظهرت أوكسنفورد لأول مرة على خشبة المسرح بسن الثالثة عشرة وتلقت تدريبها في مدرسة إمباسي للتمثيل بشمال لندن. عملت لفترة وجيزة في أحد البنوك قبل أن تعمل في الرقابة خلال الحرب العالمية الثانية. في نهاية الحرب قامت بجولة مع إنسا قبل العودة إلى المسرحية في لندن. بعد زواجها انتقلت إلى مانشستر وظهرت بانتظام في مسرح المكتبة ومسرح رويال إكستشينج وكذلك في ويست إند.

## الحياة الشخصية
تزوجت أوكسنفورد من ديفيد مارشال عام 1951 حتى وفاته في فبراير 2003. كان لديهم ابنتان.

## وصلات خارجية
- دافني أوكسنفورد على موقع IMDb (الإنجليزية)
- دافني أوكسنفورد على موقع ألو سيني (الفرنسية)
- دافني أوكسنفورد على موقع أول موفي (الإنجليزية)
- دافني أوكسنفورد على موقع قاعدة بيانات الفيلم (الإنجليزية)
- دافني أوكسنفورد على موقع كينوبويسك (الروسية)